# Братья Супер Марио в кино
«Бра́тья Су́пер Ма́рио в кино́» (англ. The Super Mario Bros. Movie) — американский полнометражный компьютерно-анимационный комедийно-приключенческий фильм, основанный на серии видеоигр Mario от компании Nintendo. Производством занимались студии Universal Pictures и Illumination в сотрудничестве с Nintendo, а распространением — Universal. Режиссёрами выступили Аарон Хорват и Майкл Еленик, сценарий написал Мэттью Фогель, а главные роли озвучили Крис Прэтт, Аня Тейлор-Джой, Чарли Дэй, Джек Блэк, Киган-Майкл Кей, Сет Роген и Фред Армисен. Мультфильм представляет собой историю происхождения братьев Марио и Луиджи, которые попадают в другой мир и оказываются втянуты в противостояние между Грибным королевством, которым правит принцесса Пич, и купа-трупами во главе с Боузером.
В течение долгого времени Nintendo не хотела продавать права на экранизации своих игр, ссылаясь на плохие отзывы и кассовый провал фильма «Супербратья Марио» (1993). Тем не менее Сигэру Миямото загорелся идеей создания нового фильма о Марио, когда разрабатывал сервис Virtual Console. В период совместной работы с компанией Universal Parks & Resorts над созданием парка развлечений Super Nintendo World Миямото познакомился с главой студии Illumination Крисом Меледандри. К 2016 году началось обсуждение идей мультфильма о Марио, а в январе 2018 года Nintendo объявила о его разработке совместно с Universal и Illumination. Работа над анимацией началась в 2020 году, а в сентябре 2021 года Миямото объявил актёрский состав.
Мировая премьера мультфильма «Братья Супер Марио в кино» состоялась 1 апреля 2023 года в театре L.A. Live в Лос-Анджелесе, а 5 апреля он вышел в американский прокат. Проект получил смешанные отзывы от критиков, но собрал $ 1,36 млрд в мировом прокате, побив несколько кассовых рекордов и, помимо прочего, попав в «Книгу рекордов Гиннесса» как самый кассовый фильм по мотивам видеоигр и первый из них, собравший более $ 1 млрд. Кроме того, «Братья Супер Марио в кино» удостоились трёх номинаций на премию «Золотой глобус». На апрель 2026 года запланирован выход продолжения, а спин-офф на основе Donkey Kong был косвенно подтверждён в июле 2025 года.

## Сюжет
Братья Марио и Луиджи, американцы итальянского происхождения, открывают в Бруклине собственную сантехническую компанию. Это не устраивает как их бывшего начальника Спайка, так и их отца. Узнав из новостей о прорыве трубы в Бруклине, Марио и Луиджи спускаются под землю, чтобы исправить ситуацию, но там их затягивает в таинственную трубу.
Марио попадает в Грибное королевство, где правит принцесса Пич, а Луиджи — в Тёмные земли, где правит Боузер, злой король куп. Боузер хочет жениться на Пич, а в случае её отказа — уничтожить Грибное королевство с помощью Суперзвезды. Ревнуя принцессу к Марио, Боузер берёт Луиджи в плен, надеясь таким образом воздействовать на него. Марио знакомится с Тоадом, который отводит его к Пич. Чтобы отразить атаку Боузера, Пич собирается заключить союз с семьёй Конгов — гориллами, правящими в Королевстве джунглей, — и отправляется туда, взяв с собой Марио и Тоада. В пути она рассказывает Марио о том, как попала в Грибное королевство ещё в детстве и как тоады вырастили её и спустя годы провозгласили своей правительницей. В Королевстве джунглей король Крэнки Конг соглашается помочь в том случае, если Марио одолеет в бою его сына Донки Конга. Пусть и с трудом, Марио всё же побеждает.
Марио, Пич, Тоад и Конги едут на картах в Грибное королевство, но на Радужной трассе их перехватывает армия Боузера. Когда генерал куп уничтожает отрезок дороги, Марио и Донки Конг падают в океан, а армию Конгов берут в плен. По возвращении в Грибное королевство Пич и Тоад приказывают жителям эвакуироваться. Боузер, прилетевший на своём летающем замке, делает Пич предложение, и та соглашается после того, как помощник Боузера Камек угрожает убить Тоада. Марио и Донки Конг, проглоченные гигантским угрём, понимают, что оба хотят одного и того же — одобрения отцов. На двигателе от карта Донки Конга они вылетают из желудка угря и отправляются в Грибное королевство.
На свадьбе Боузер готовится принести всех своих пленников в жертву в честь Пич. Тоад просовывает в букет Пич ледяной цветок, и с его помощью она замораживает Боузера и цепь, на которой пленников опускают в лаву. Марио и Донки Конг освобождают их, и первый использует костюм енота, чтобы спасти Луиджи. Освободившись, Боузер приказывает Биллу-гиганту уничтожить Грибное королевство, но Марио удаётся сбить снаряд с курса и направить его в трубу; там он взрывается, создавая волну, которая засасывает замок Боузера и всех, кто там находится, в Бруклин.
Марио пытается забрать Суперзвезду, но ему мешает Боузер, с лёгкостью одолевающий Пич, Тоада и Донки Конга. Реклама компании братьев по телевидению придаёт Марио уверенности и готовности к сражению с Боузером. Одновременно коснувшись Суперзвезды, Марио и Луиджи становятся неуязвимыми и побеждают всю армию куп и Боузера, уничтожая его замок. Пич уменьшает Боузера, скормив ему синий гриб, а Тоад сажает его в банку. Жители Бруклина, в том числе родители братьев и Спайк, чествуют их как героев. Вскоре Марио и Луиджи переезжают в Грибное королевство, продолжая заниматься своим делом.

## Роли озвучивали
- Крис Прэтт — Марио[7];
- Аня Тейлор-Джой — принцесса Пич[8][9];
- Чарли Дэй — Луиджи[8];
- Джек Блэк — Боузер[7];
- Киган-Майкл Кей — Тоад[7];
- Сет Роген — Донки Конг[7];
- Фред Армисен — Крэнки Конг[7];
- Себастьян Манискалко — Спайк[7];
- Кевин Майкл Ричардсон — Камек[7].

Кроме того, Чарльз Мартине — актёр, озвучивавший Марио и Луиджи в играх серии с 1994 по 2023 год, — озвучил отца братьев и Джузеппе, жителя Бруклина, который выглядит как Марио в игре Donkey Kong. Джессика Ди Чикко озвучила мать братьев, женщину из рекламы их компании, мэра Полину, жёлтого тоада, ребёнка из флешбэка с маленьким Луиджи и маленькую Пич; а Рино Романо и Джон Ди Маджо — дядей братьев Тони и Артура соответственно. Хари Пейтон озвучил Короля пингвинов, правителя Снежного королевства, куда в начале истории вторгается Боузер со своей армией; Эрик Бауза — жабу-генерала; Джульет Еленик, дочь режиссёра Майкла Еленика, — Люмали, синее существо в плену у Боузера; а Скотт Менвилл — генерала куп, красного тоада и купу, чью кожу сжигает Боузер.

## Производство

### Замысел
После того как фильм «Супербратья Марио» (1993) получил плохие отзывы от критиков и провалился в прокате, компания Nintendo остерегалась продажи прав на экранизации своих игр. По словам Сигэру Миямото, создателя Марио, идея нового проекта пришла к нему в процессе создания сервиса Virtual Console, позволяющего запускать игры с приставок прошлых поколений на современных устройствах. Подобные переносы отнимали у компании достаточно много времени, и Миямото признавался, что «наш контент-бизнес мог бы развиваться ещё дальше, если бы нам удалось совместить наше старое доброе оборудование с современными видеосистемами и пользоваться ими на протяжении долгих лет». Миямото знал, что процесс создания фильма отличается от разработки игры, и понимал, что ему потребуется помощь киноведа.
В ноябре 2014 года в результате взлома серверов Sony Pictures Entertainment в сеть утекла электронная переписка между продюсером Ави Арадом, главой компании Эми Паскаль, главой TriStar Pictures Томом Ротманом и президентом по производству студии Sony Pictures Animation Мишель Раймо Куяте. Из этих писем стало известно, что Sony в течение нескольких лет пыталась заполучить права на франшизу Mario. В феврале и июле 2014 года Арад посещал офис Nintendo в Токио, надеясь заключить договор. В октябре Арад написал Паскаль и сообщил о закрытии сделки с Nintendo. Паскаль предлагала привлечь к работе над проектом режиссёра мультфильма «Монстры на каникулах» Геннди Тартаковски, а Куяте заявляла, что «сейчас уже можно планировать три или четыре фильма», и надеялась построить «империю Mario». Однако после утечки Арад отрицал факт заключения сделки и заявлял, что переговоры ещё только начались. Портал BuzzFeed News отметил, что никто из участников переписки не упоминал возможный конфликт с сестринской компанией Sony Pictures Sony Interactive Entertainment, одним из прямых конкурентов Nintendo.
Во время работы с компанией Universal Parks & Resorts над созданием аттракционов по тематике игр о Марио (что позднее вылилось в создание парка развлечений Super Nintendo World) Миямото познакомился с основателем анимационной студии Illumination Крисом Меледандри. Миямото увидел параллели между их с Меледандри творческими подходами и счёл его достойным поста руководителя проекта о Марио. Они приступили к переговорам в 2016 году, причём в тот момент стороны понимали, что, если их мнения не сойдутся, проект с лёгкостью может быть отменён. В ноябре 2017 года в сети появились слухи о том, что Nintendo совместно с Universal и Illumination разрабатывает мультфильм о Марио. Тогдашний президент Nintendo Тацуми Кимисима заявил, что сделка ещё не заключена, но анонс состоится уже скоро, а если всё пройдёт гладко, то мультфильм может выйти в 2020 году.
В январе 2018 года Nintendo официально объявила о разработке проекта, который спродюсируют Миямото и Меледандри. По словам Меледандри, мультфильм стал для студии «приоритетным проектом» и его премьера, вероятно, состоится в 2022 году. Он добавил, что во время производства мнение Миямото будет превыше всего. В январе 2020 года президент Nintendo Сюнтаро Фурукава заявил, что производство «продвигается гладко», студия нацелилась на дату выхода в 2022 году, а Nintendo будет владеть правами на проект, также профинансировав его наряду с Universal.

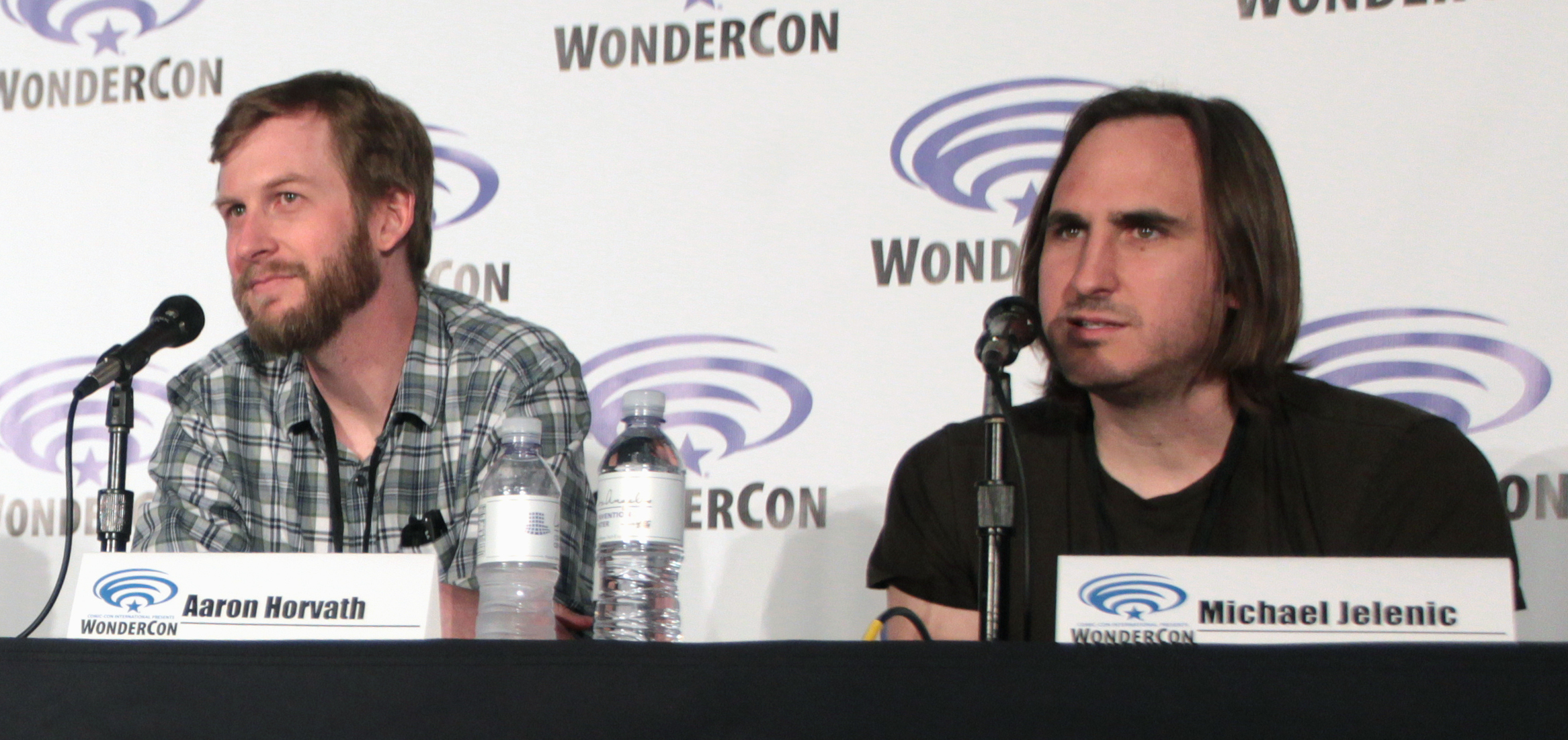
Режиссёры мультфильма Хорват, Аарон (слева) и Еленик, Майкл (справа)

В августе 2021 года стало известно, что режиссёрами мультфильма стали создатели мультсериала «Юные титаны, вперёд!» Аарон Хорват и Майкл Еленик, как было указано в профиле работавшего над проектом аниматора в социальной сети LinkedIn. После объявления актёрского состава Nintendo подтвердила эту информацию, также сообщив, что сценаристом проекта стал Мэттью Фогель; ранее он написал для Illumination сценарий мультфильма «Миньоны: Грювитация» (2022). По словам актёра Хари Пейтона, режиссёры присоединились к проекту в сентябре 2018 года после визита на студию Illumination Studios Paris.

### Написание сценария
Еленик и Хорват хотели, чтобы мультфильм стал точной адаптацией игр, что для режиссёров было в новинку; они намеревались сделать проект «более кинематографичным» и «более эмоциональным», чем «Юные титаны, вперёд!». «Возможно, когда люди впервые услышали, что снимать фильм будем мы, они стали ждать, что мы сделаем из Марио что-то вроде „Юных титанов, вперёд!“ — сказал Еленик. — Но в каждом своём проекте мы принимаем новые решения, отталкиваясь от целевой аудитории и от того, чего мы хотим добиться». По словам Хорвата, Nintendo контролировала все стадии производства, «от создания сюжета до визуальной составляющей и анимации».
Дуэт хотел показать «историю происхождения» Марио и Луиджи, изобразив их «парнями в голубых комбинезонах» и сосредоточившись на прошлых версиях их биографии как итальяно-американских водопроводчиков из Нью-Йорка, которыми они являлись в первых играх. Поскольку сохранение оригинальных ролей Луиджи и принцессы Пич режиссёрам показалось «слишком банальным», они решили поменять этих персонажей местами, чтобы Пич помогала Марио спасти брата. Дуэт хотел сосредоточиться на роли Пич как правительницы Грибного королевства и на том, «насколько сильным человеком надо быть для защиты [тоадов]», и вдохновлялся игрой Super Mario 3D World (2013), в которой Пич была игровым персонажем. Режиссёры также решили «сделать Боузера страшным, при этом показав его с другой стороны — ранимым и забавным».

### Подбор актёров

Основной актёрский состав
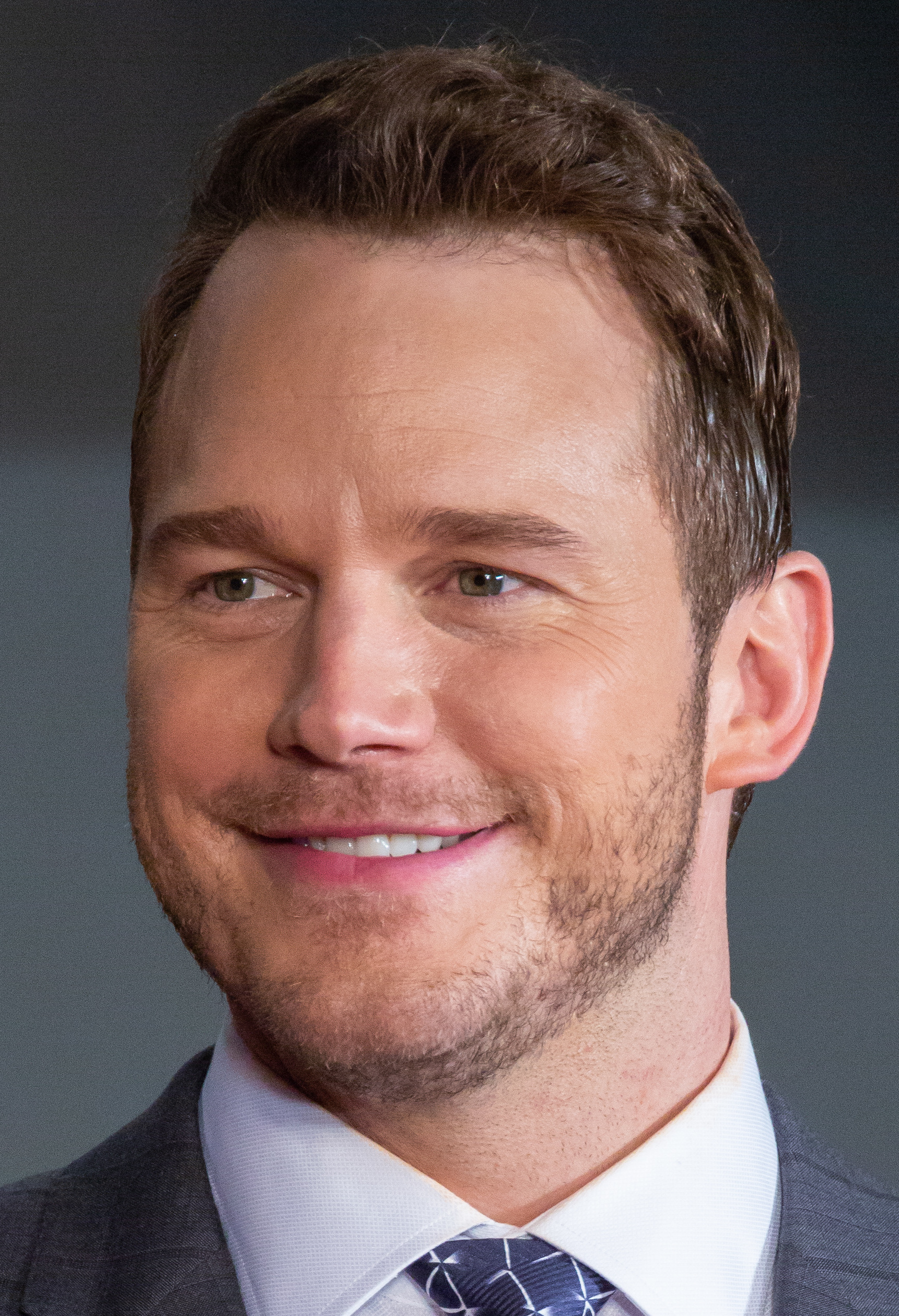
Крис Прэтт — Марио
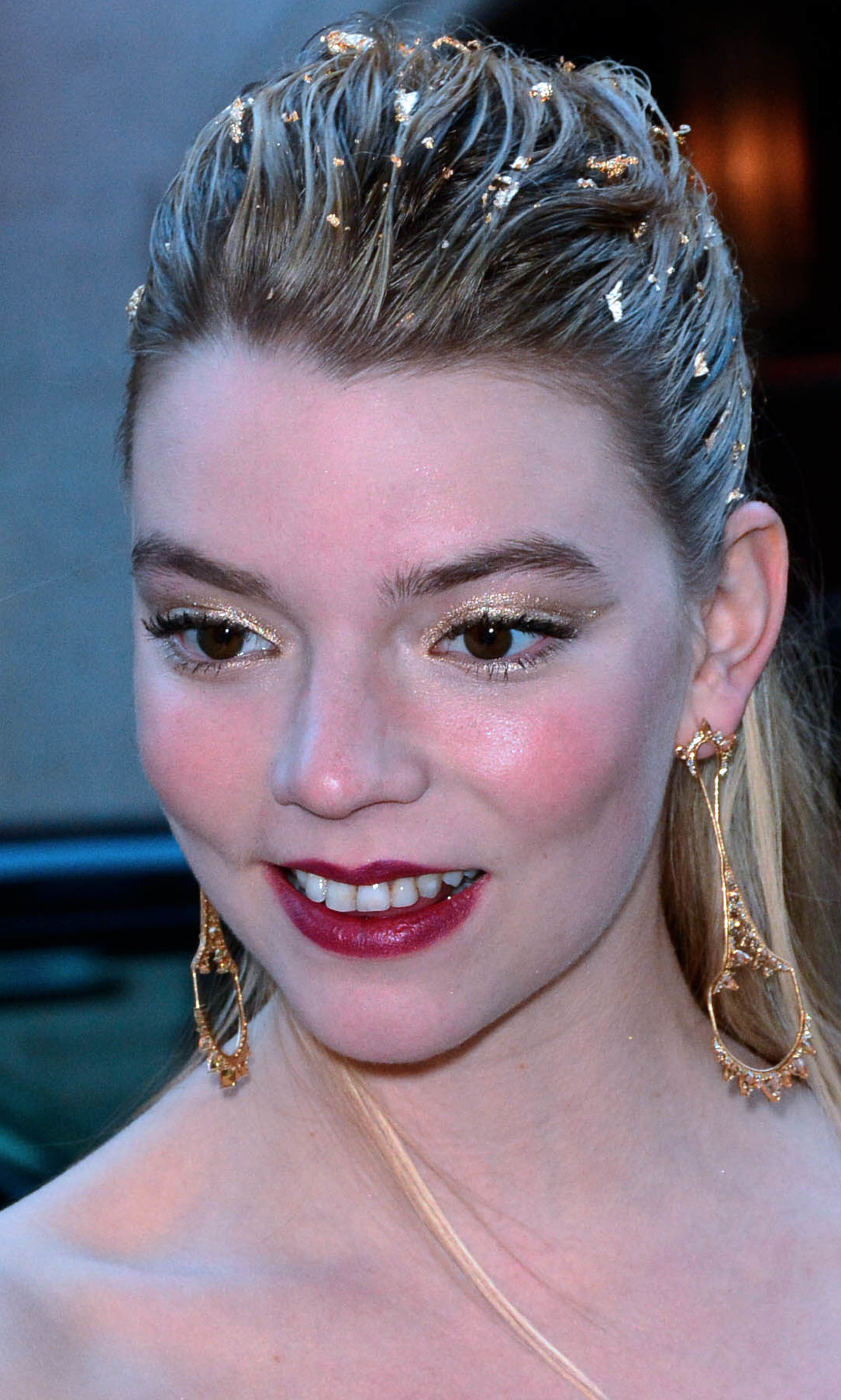
Аня Тейлор-Джой — Принцесса Пич
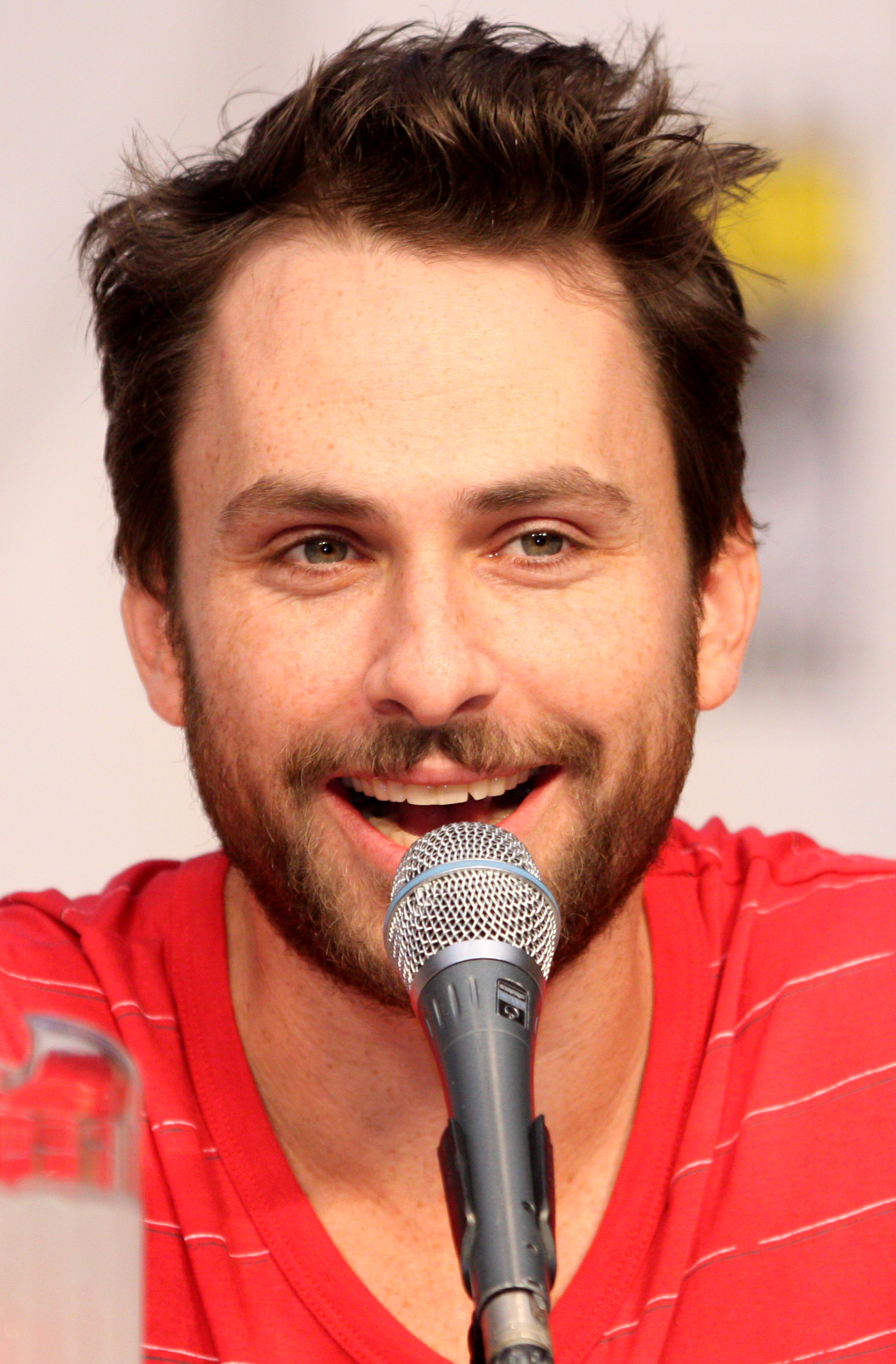
Чарли Дэй — Луиджи
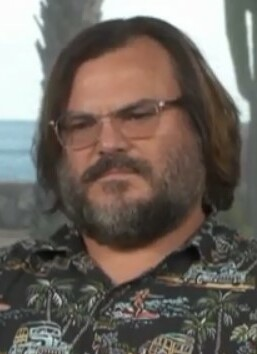
Джек Блэк — Боузер
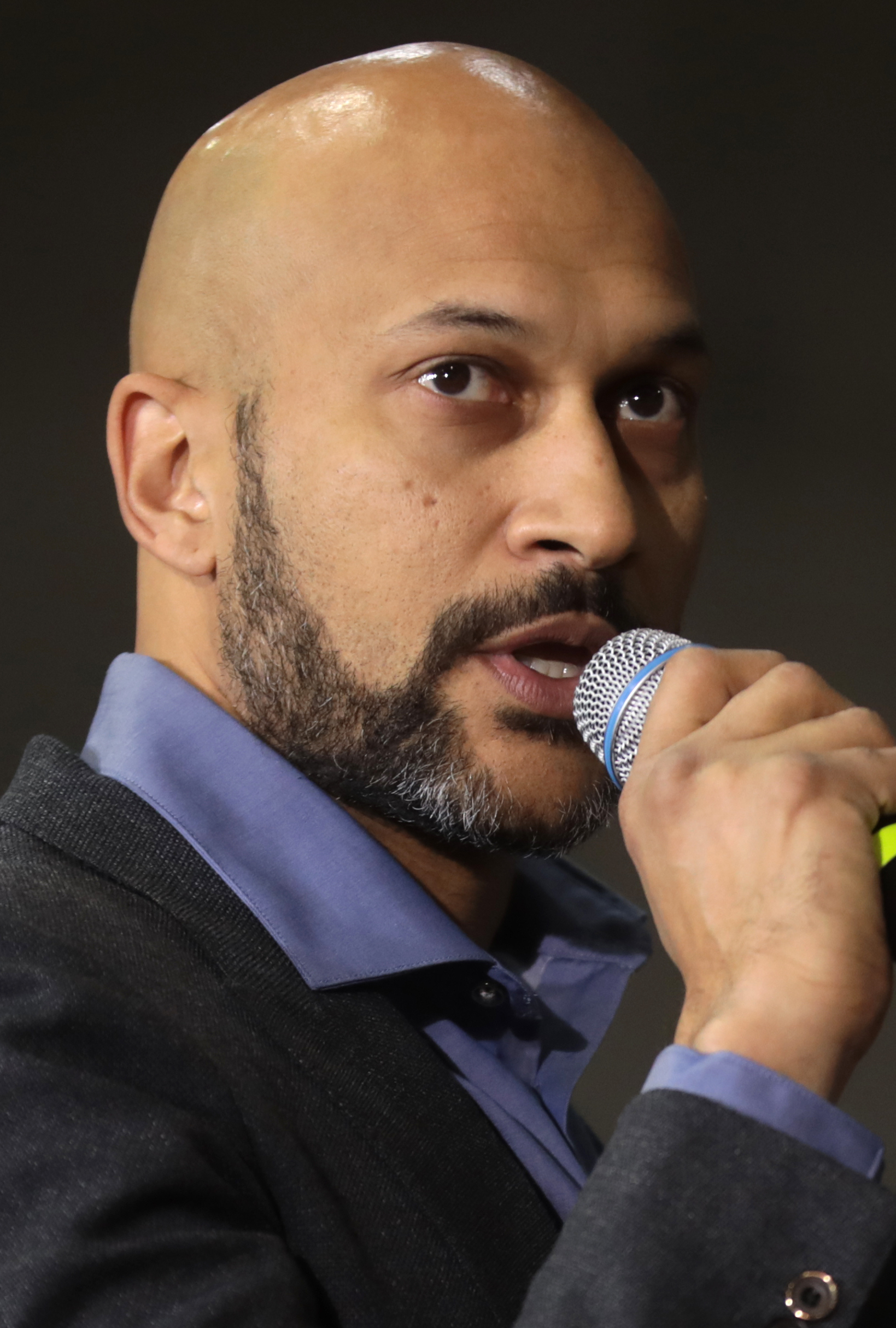
Киган-Майкл Кей — Тоад
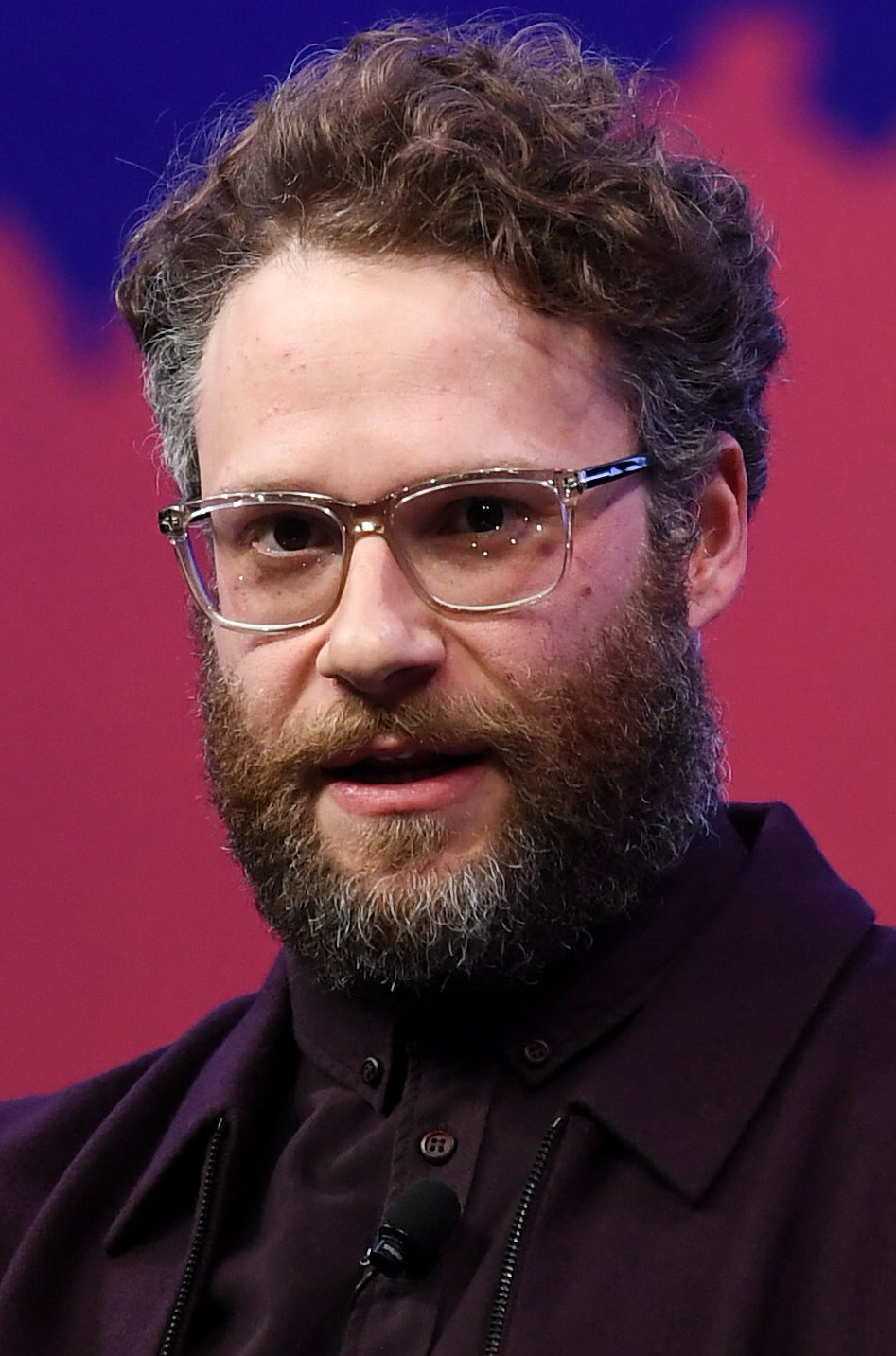
Сет Роген — Донки Конг
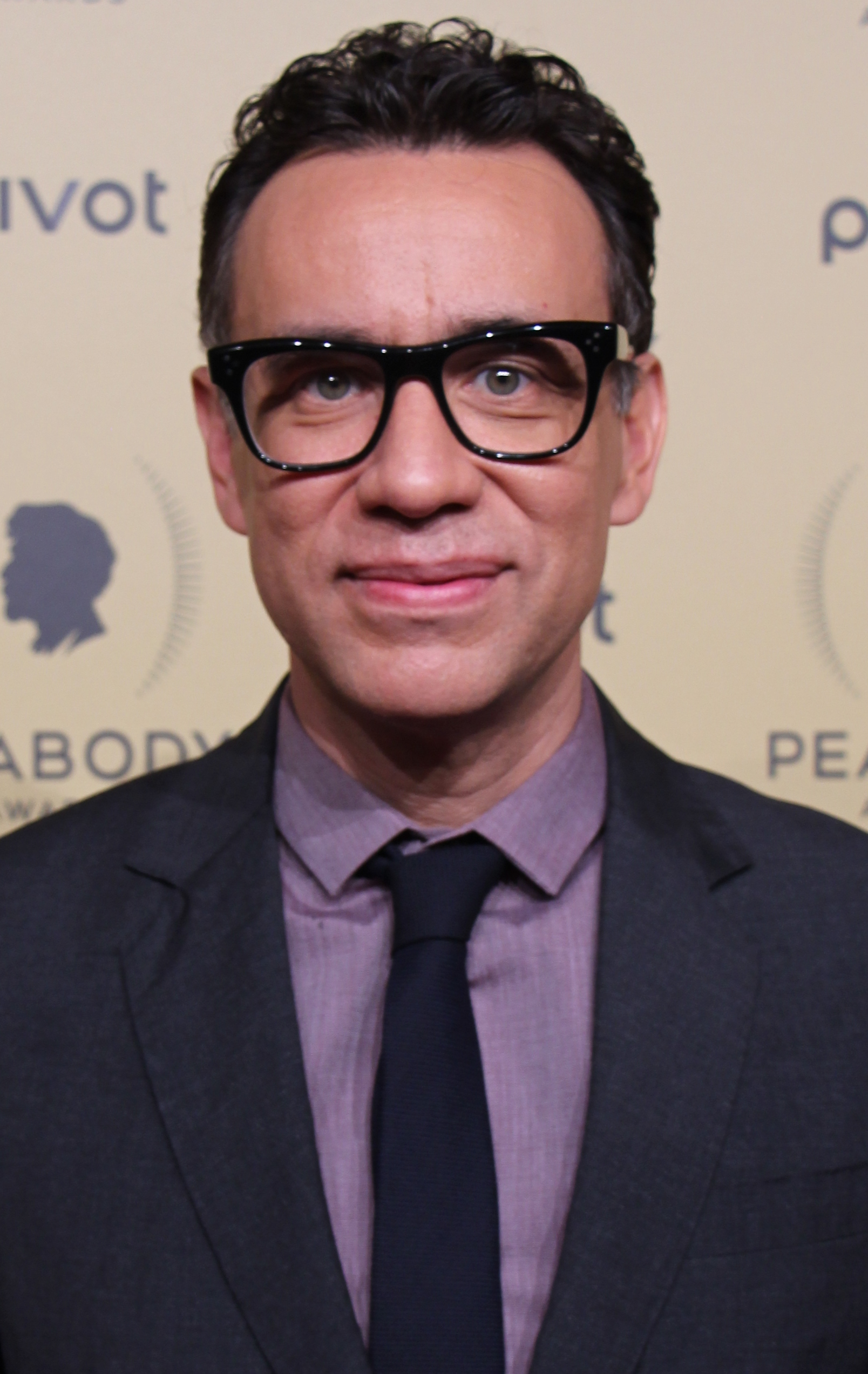
Фред Армисен — Крэнки Конг
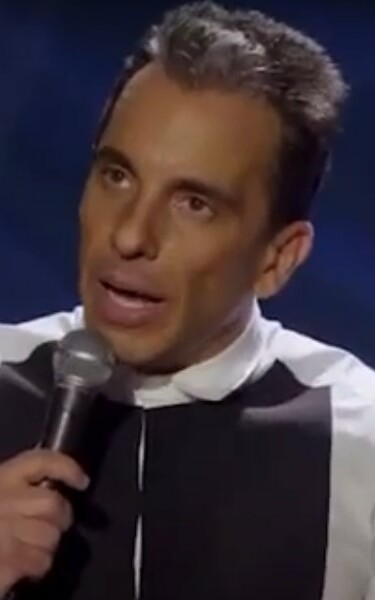
Себастьян Манискалко — Спайк
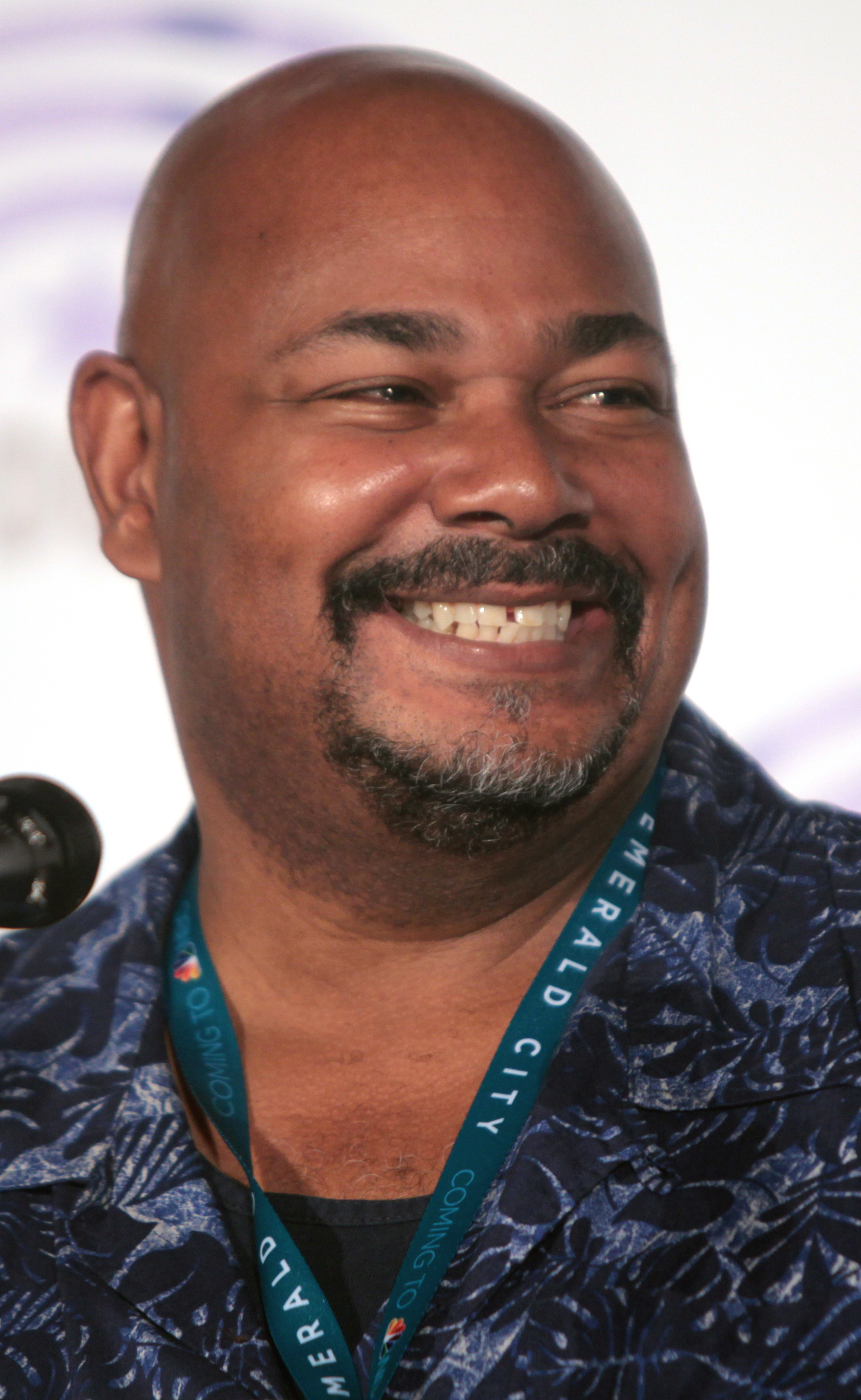
Кевин Майкл Ричардсон — Камек
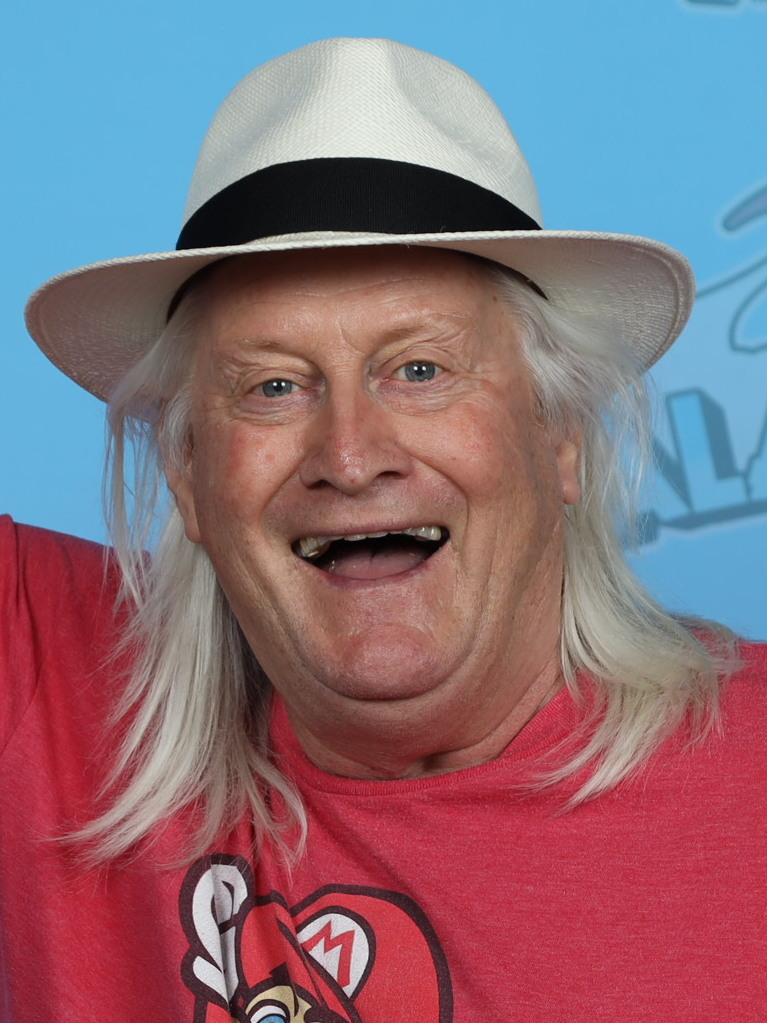
Чарльз Мартине — Джузеппе / отец Марио и Луиджи

В феврале 2021 года актёр озвучки Марио Чарльз Мартине отметил, что возможность вернуться к своей роли в полнометражном мультфильме является для него «чудесной» и что если ему поступит соответствующее предложение, то он «сделает своё дело с превеликим удовольствием». В августе 2021 года Себастьян Манискалко рассказал о том, что озвучит Спайка, прораба Марио и Луиджи, впервые появившегося в игре Wrecking Crew (1985).
Во время презентации Nintendo Direct в сентябре 2021 года Миямото объявил, что главные роли в мультфильме озвучат следующие актёры: Крис Прэтт, Аня Тейлор-Джой, Чарли Дэй, Джек Блэк, Киган-Майкл Кей, Сет Роген, Кевин Майкл Ричардсон, Фред Армисен и Себастьян Манискалко; участие Мартине же ограничится «неожиданными камео». Данный анонс вызвал неоднозначную реакцию поклонников игр: одним понравилась идея того, что персонажей будут озвучивать известные актёры, другие раскритиковали Nintendo за такой выбор лиц, в частности, за Прэтта в роли Марио вместо Мартине (который озвучивал персонажа с 1991 года) или актёра-итальянца. Голосом Мартине в картине говорят отец братьев и житель Бруклина по имени Джузеппе, разговаривающий с акцентом, как и Марио в играх. Кроме того, родственников братьев озвучили актёры с итальянскими корнями — Рино Романо, Джон Ди Маджо и Джессика Ди Чикко.
Меледандри заявлял, что Прэтт не будет озвучивать Марио с сильным итальянским акцентом, как Мартине. Хари Пейтон описал персонажа в исполнении актёра как «итальянского парня из Нью-Йорка» и «родственника клана Сопрано», но без акцента, делавшего его слишком похожим на Тони Сопрано. Актриса Тара Стронг раскритиковала выбор Прэтта на роль, которую, по её мнению, должен был озвучить Мартине, и назвала это решение примером неуважительного отношения Голливуда к профессиональным актёрам озвучивания. Хорват ответил на критику в адрес Прэтта следующим образом: «Для нас всё на своих местах. Прэтт очень хорош в озвучивании парня в голубом комбинезоне с большим сердцем. В отношении того Марио, который показан в мультфильме, он идеален».
Чарли Дэй поначалу озвучивал Луиджи с нью-йоркским акцентом, делавшим персонажа похожим на героя фильма «Славные парни» (1990). Режиссёры решили избавиться от акцента, из-за которого у них сложилось впечатление, будто актёр озвучивает фильм о гангстерах. «Окей! Я с вами не согласен, но ладно!» — ответил Дэй. По словам Дэя, во время работы от актёров тщательно скрывались детали сюжета, из-за чего им приходилось записывать свои реплики по несколько раз с разными интонациями, и из получившихся записей режиссёры отбирали те, которые, по их мнению, лучше всего вписывались в контекст.
После выхода трейлера своё участие в проекте подтвердили Пейтон и Эрик Бауза: Пейтон озвучил Короля пингвинов, а Бауза — генерала тоадов. Пейтон записывал свои реплики на дому во время пандемии COVID-19 и не знал, войдут ли они в финальную версию мультфильма.
Сет Роген в ответ на критику, связанную с тем, что он озвучил Донки Конга своим обычным голосом, сказал следующее: «По мне видно, что я не занимаюсь озвучкой. […] Если хотите, чтобы я был в этом фильме, персонаж будет звучать как я, и всё тут. С этой фразы начались и ей же закончились наши переговоры». Позднее он добавил: «По-моему, что в мультфильме, что в игре всё, что вы знаете о Донки Конге, — это то, что он швыряется бочками и недолюбливает Марио. И мне пришлось с этим иметь дело».

### Анимация и дизайн
За анимацию отвечала студия Illumination Studios Paris. Работа продлилась с сентября 2020 по октябрь 2022 года. Еленик и Хорват хотели, чтобы стиль анимации граничил с реализмом, а Хорват отметил, что «забавные мультяшные моменты присутствуют, но […] нам бы хотелось, чтобы проект ощущался как масштабный приключенческий фильм, где ставки высоки и вы верите в то, что персонажи не резиновые и могут умереть; мы придали героям постоянный объём, дабы они казались более приземлёнными». Над созданием картов режиссёры работали вместе с профессиональным автомобильным дизайнером и командой разработчиков из Nintendo, вдохновляясь транспортом из серии игр Mario Kart.
В интервью изданию GameSpot Хорват признался, что при съёмке экшен-сцен они с Елеником хотели создать «что-то вроде блокбастера», «поскольку считали Mario именно экшен-игрой. […] И нам хотелось передать ощущения от игры в нечто подобное». Режиссёры привлекли к производству художников, работавших над их телевизионными проектами, а за раскадровку сцены на Радужной трассе отвечал Эд Скаддер; эта сцена, по мнению создателей, стала самой сложной с технической точки зрения: каждый её кадр обрабатывал отдел визуальных эффектов, что было весьма времязатратным и дорогим процессом. Для этого мультфильма впервые со времён игры Donkey Kong Country (1994) был изменён дизайн Донки Конга. Хорват и Еленик получили доступ к ранним версиям дизайна Марио и на их основе создали образы членов его семьи.
Джейсон Хейнел, главный колорист Company 3, обрабатывал визуальную составляющую «Братьев Супер Марио в кино» с помощью программы DaVinci Resolve. Хотя в работах Illumination уже был задан стандарт освещения и цветовой гаммы, Хейнел контролировал каждую сцену, желая добиться реализма и не отклоняться от нормы. Он обработал оттенки кожи героев, их одежду и окружающий мир таким образом, чтобы при цифровом освещении можно было избежать непредвиденных ошибок. Переход от реалистичного Бруклина к сказочному Грибному королевству показан с помощью цветокоррекции, а большей кинематографичности этому моменту придают блики и атмосферное освещение. На стадии постпродакшена колорист доработал тени и оттенки чёрного в Тёмных землях, добившись таким образом необходимой атмосферы.

### Музыкальное сопровождение
На презентации Nintendo Direct в октябре 2022 года Меледандри подтвердил, что музыку к мультфильму напишет Брайан Тайлер. Тайлер тесно сотрудничал с постоянным композитором игр о Марио Кодзи Кондо при работе над перенесением знаковых композиций на большой экран. В записи саундтрека участвовали оркестр, хор, музыкальные группы, применялись «итальянские инструменты, аккордеоны, барабаны, мандолины, […] свист» и «восьмибитные звуки». Сведением занималась студия Skywalker Sound, и Миямото и Кондо положительно оценили пятнадцатиминутную сюиту, созданную из новых тем Тайлера. Музыка в мультфильме отсылает к лейтмотивам множества игр о Марио, среди которых Super Mario Bros. 3, Super Mario 64 и Super Mario 3D Land.
Джек Блэк и Киган-Майкл Кей с помощью импровизации создали несколько песен для мультфильма. Музыкальный коллектив Black Hydra написал композицию «Super Mushroom», звучащую в трейлере и основанную на заглавной теме Super Mario Bros. Инструментал данной композиции вышел на YouTube 30 ноября 2022 года.
В марте 2023 года Сет Роген раскрыл, что при появлении Донки Конга в картине будет звучать песня «DK Rap», заглавная тема игры Donkey Kong 64 за авторством Гранта Керкхоупа. В отличие от авторов других лицензированных треков, Керкхоуп в титрах мультфильма не указан, что ему самому не понравилось.
Джек Блэк, Хорват, Еленик, монтажёр Эрик Осмонд и музыкальный продюсер Джон Спайкер написали песню «Peaches», в которой Боузер признаётся в любви принцессе Пич. Песня вышла 7 апреля 2023 года, и в тот же день вышел видеоклип, снятый Коулом Беннеттом. По словам Блэка, клип был снят за несколько часов. После релиза «Peaches» заняла 61-е место в топ-100 iTunes. Позднее сингл попал на 83-е место хит-парада Billboard Hot 100, а своего пика достиг, попав на 56-е место.

## Рекламная кампания

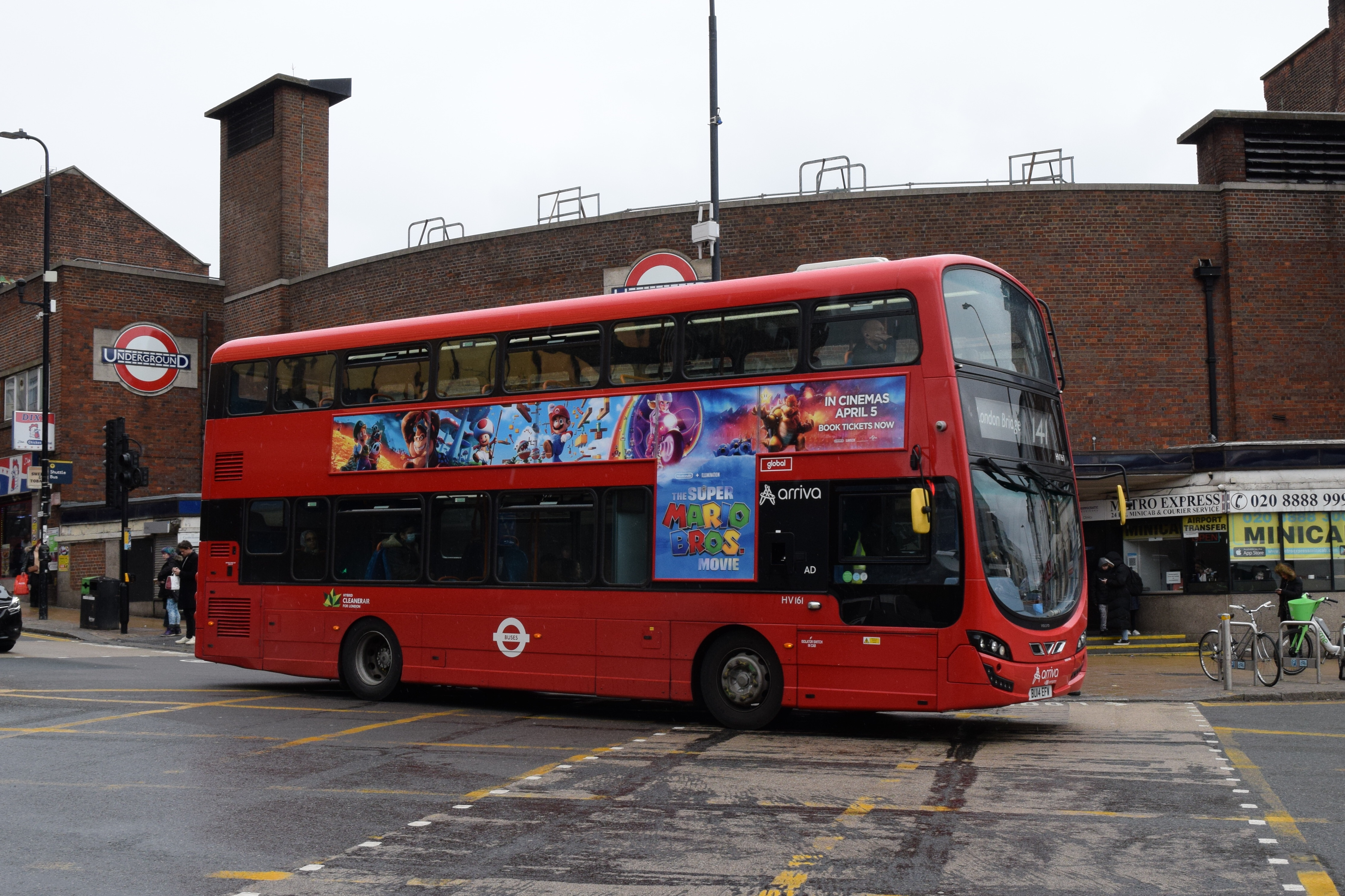
Лондонский автобус с рекламой мультфильма

В сентябре 2022 года стало известно, что тизер-трейлер мультфильма будет продемонстрирован 6 октября на нью-йоркском «Комик-коне». В тот же день Nintendo продемонстрировала ролик в прямом эфире на презентации Nintendo Direct; тизер официально раскрыл название проекта — «Братья Супер Марио в кино». Отвечая на вопросы фанатов после показа на нью-йоркском «Комик-коне», Джек Блэк заявил, что в мультфильме «у Боузера есть музыкальная сторона» и собственная тема. За 24 часа тизер собрал более трёх миллионов просмотров. Журналисты положительно оценили визуальную составляющую и тон ролика, а также работу Блэка и Кея в ролях Боузера и Тоада соответственно. Однако голос Прэтта в роли Марио они сочли недостаточно эмоциональным и слишком похожим на голос актёра в обычной жизни. Журналистка Tech Radar Вик Худ обратила внимание на лёгкий нью-йоркский акцент в голосе героя, сочтя этот ход отсылкой к его речи в более ранних американских проектах, таких как мультсериал «Супершоу супербратьев Марио» и фильм 1993 года; оба проекта вышли до того, как Чарльз Мартине официально дебютировал в образе Марио. Издание The Guardian в своей статье сравнило реакцию на Марио в исполнении Прэтта с недовольством фанатов первым трейлером фильма «Соник в кино».

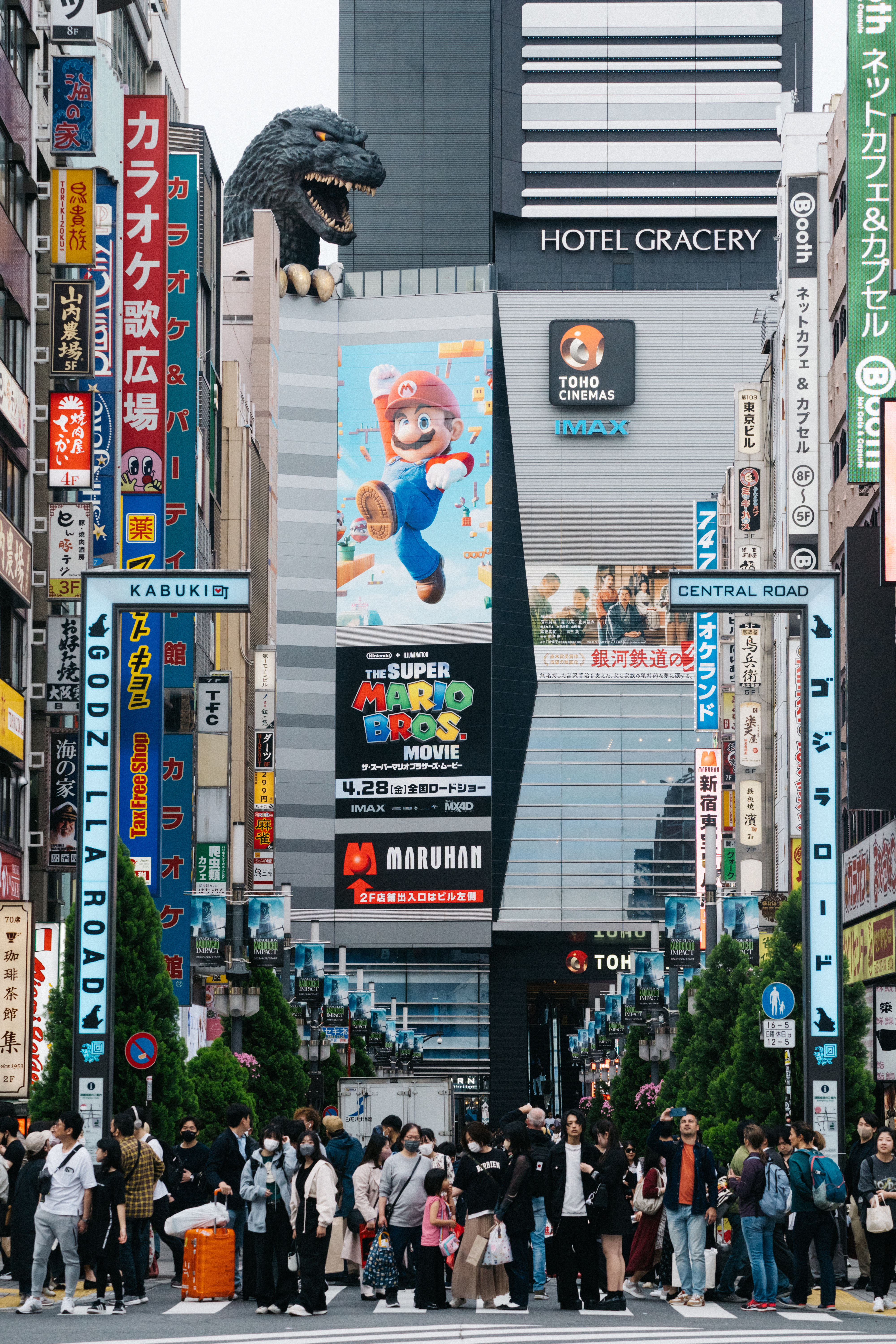
Реклама мультфильма на мониторе на здании Toho Cinemas

29 ноября на очередном Nintendo Direct состоялась премьера первого официального трейлера. Как и в случае с предыдущим роликом, реакция зрителей была в основном положительной, и споры вызывала только озвучка Прэтта.
8 декабря на церемонии вручения премии The Game Awards 2022 был показан первый отрывок из мультфильма. В нём Тоад ведёт Марио к замку Пич через всё Грибное королевство. «Если не оглядываться на скептицизм относительно Криса Прэтта в роли Марио, визуальная часть — и только она — выглядит потрясающе», — написала Эш Пэрриш из The Verge.
Во время матча NFC Championship Game 29 января 2023 года был показан ещё один отрывок из проекта. Некоторые новостные источники обратили особое внимание на присутствующий в ролике «знаковый смех» Рогена в образе Донки Конга. Эмма Рот из The Verge написала, что «приятно удивлена, насколько его голос (и смех) подходит персонажу», а обозреватель Kotaku Люк Планкетт отметил: «Сета Рогена позвали, чтобы он… просто побыл Сетом Рогеном».
12 февраля на Супербоуле LVII был показан рекламный ролик, в котором звучит переделанная начальная тема «Супершоу супербратьев Марио». Также Universal запустила сайт, на котором рекламировалась сантехническая компания «Братья Супер Марио», выглядящая, по словам Планкетта, «как проблемный малый бизнес, работающий в Бруклине и Куинсе».

## Премьера

### Кинопрокат
Мировая премьера мультфильма «Братья Супер Марио в кино» состоялась 1 апреля 2023 года в комплексе L.A. Live в Лос-Анджелесе, мероприятие посетили актёры и члены съёмочной группы. 5 апреля 2023 года картина вышла в прокат в США, а 28 апреля — в Японии, как в стандартных форматах, так и в премиальном формате IMAX. Хронометраж проекта составил 92 минуты.

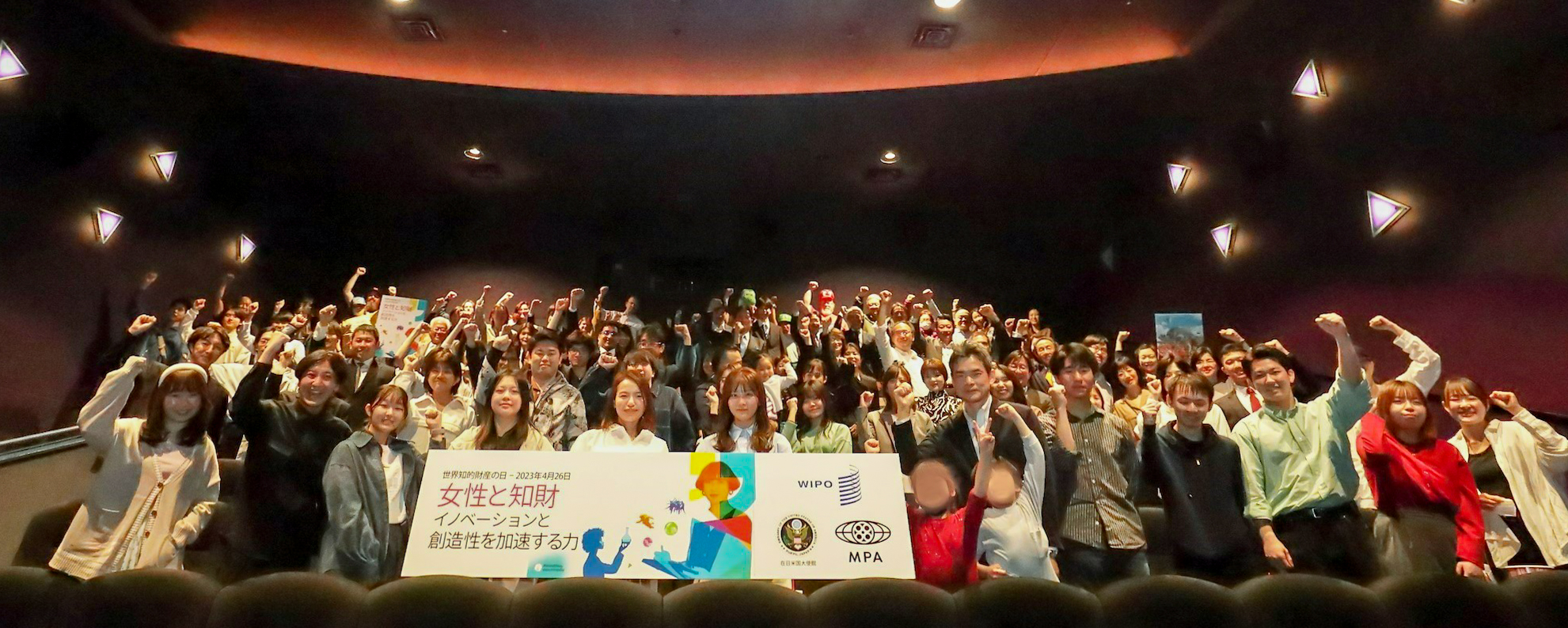
Показ мультфильма в честь международного дня интеллектуальной собственности в 2023 году

Изначально картина должна была выйти 21 декабря 2022 года, а затем — 7 апреля 2023 года; первую дату она уступила мультфильму «Кот в сапогах: Последнее желание» студии DreamWorks Animation. 28 февраля 2023 года появилась информация о переносе даты премьеры на два дня назад для более чем 60 стран, в то время как в Японии, как и было запланировано изначально, лента должна была выйти 28 апреля, а в других государствах — в течение апреля и мая. В промежутке между 5 и 7 апреля проект вышел в более чем 65 странах. 26 апреля состоялась премьера в Республике Корея, а 26 мая — в Польше. 11 мая 2023 года, в честь международного дня интеллектуальной собственности, Ассоциация кинокомпаний в сотрудничестве с посольством США в Куала-Лумпуре организовала специальный показ «Братьев Супер Марио в кино».
В прокат стран СНГ (кроме России и Беларуси) мультфильм вышел 6 апреля 2023 года. В России показы начались 13 апреля в рамках «предсеансового обслуживания», однако уже с 20 апреля все сеансы мультфильма в крупных сетях кинотеатров были временно отменены в пользу российского фильма «Вызов».

### На домашних носителях
«Братья Супер Марио в кино» вышли в онлайн-кинотеатрах 16 мая 2023 года, а на 4K Ultra HD Blu-ray, Blu-ray и DVD — 13 июня; в некоторых магазинах мультфильм на носителях поступил в продажу 6 июня. В Великобритании лента вышла на названных носителях 24 июля. 3 августа 2023 года мультфильм стал доступен для просмотра на стриминговом сервисе Peacock. В рамках соглашения с Netflix «Братья Супер Марио в кино» были доступны на Peacock в течение четырёх месяцев, 3 декабря вышли на Netflix, а через десять месяцев — в октябре 2024 года — вернулись на Peacock ещё на четыре месяца. В промежутке с января по июнь 2024 года мультфильм собрал 80 млн просмотров, заняв четвёртое место среди самых просматриваемых фильмов на Netflix за первое полугодие.

### Утечка мультфильма в сеть
30 апреля 2023 года в социальной сети «Твиттер» была выложена пиратская копия мультфильма; через семь часов модераторы удалили видео, но за это время оно набрало около 9 млн просмотров. Это вызвало опасения по поводу борьбы с пиратством, сокращения персонала и возможного злоупотребления полномочиями, поскольку только обладатели подписки Twitter Blue могли загружать видео в высоком разрешении длительностью более 1 часа.

## Восприятие

### Кассовые сборы
«Братья Супер Марио в кино» собрали $ 574,9 млн в США и Канаде и $ 787,1 млн на территории других стран, в общей сложности собрав $ 1,36 млрд по всему миру. Это первый фильм по мотивам видеоигры, собравший более $ 1 млрд, самый кассовый мультфильм 2023 года и второй самый кассовый фильм того года после «Барби». Всего через неделю после начала проката мультфильм стал самой успешной экранизацией видеоигры, за что удостоился упоминания в «Книге рекордов Гиннесса». В мае 2023 года «Братья Супер Марио в кино» стали самым кассовым фильмом Illumination, обойдя мультфильм «Миньоны». По данным Deadline Hollywood, с учётом производственного бюджета, рекламной кампании, зарплат актёров и прочих расходов проект принёс студии $ 559 млн чистой прибыли; доходы с кассовых сборов, показов на телевидении и в онлайн-кинотеатрах и продаж копий картины на цифровых носителях позволили изданию поместить мультфильм в свой список «Самых прибыльных блокбастеров» 2023 года.
В прокат США и Канады «Братья Супер Марио в кино» вышли одновременно с фильмом «Air: Большой прыжок». Согласно прогнозам, в свой дебютный пятидневный уик-энд мультфильм должен был собрать $ 125 млн в 4025 кинотеатрах. После мощного старта прогнозы росли до $ 141 млн и доходили до $ 197 млн. В конечном итоге за три выходных проект собрал $ 146,4 млн, а за пять дней — $ 204,6 млн. «Братья Супер Марио в кино» показали на тот момент лучший старт среди экранизаций компьютерных игр; через два года картину опередил «Minecraft в кино» (2025), другой фильм с участием Блэка. Также мультфильм продемонстрировал лучшие (после фильмов «Форсаж 7» и «Бэтмен против Супермена: На заре справедливости») сборы для пасхального уик-энда, а также лучший старт для проекта Illumination и среди всех фильмов 2023 года в принципе. В общей сложности «Братья Супер Марио в кино» имели третий лучший дебютный уик-энд среди анимационных картин. Ещё лучше лента показала себя на других территориях, собрав там в первые выходные $ 173 млн — с учётом этой суммы стартовые сборы составили $ 375 млн, и проект побил рекорд мультфильма «Холодное сердце 2». Также он показал в мировом прокате лучший старт среди экранизаций игр, обойдя «Варкрафт».
Во второй уик-энд мультфильм собрал $ 92,5 млн, а в третий — $ 59,9 млн; оба результата являются лучшими среди анимационных картин. В четвёртый уик-энд он удержал лидерство, заработав $ 40 млн, а 30 апреля сборы превысили отметку в $ 1 млрд. «Братья Супер Марио в кино» стали пятым фильмом эпохи пандемии, которому это удалось, и первым мультфильмом-миллиардником со времён «Холодного сердца 2». В пятый уик-энд сборы составили $ 18,6 млн, и мультфильм хоть и сместился на второе место, но преодолел рубеж в $ 500 млн в американо-канадском прокате.
За пределами США и Канады «Братья Супер Марио в кино» заработали в дебютный уик-энд $ 172,8 млн, показав самый успешный старт для мультфильма в 10 странах и для экранизации видеоигры в 44 странах. Во второй уик-энд мультфильм собрал $ 102,5 млн в 71 стране, а в третий — $ 70,7 млн в 78 странах. На четвёртых выходных сборы составили $ 68,3 млн, включая $ 14,3 млн, заработанные в Японии. Самые высокие сборы у проекта были в Японии ($ 101,4 млн), Мексике ($ 85,4 млн), Великобритании ($ 67,9 млн), Франции ($ 62,8 млн), Германии ($ 56,2 млн) и Австралии ($ 34,6 млн). В Мексике лента стала самой кассовой в истории, обойдя фильм «Человек-паук: Нет пути домой».

### Рейтинги
«Братья Супер Марио в кино» получили смешанные отзывы от критиков. По данным агрегатора Rotten Tomatoes, 59 % из 285 обзоров были положительными, а средняя оценка составила 5,8 из 10. Сайт обобщает мнения критиков так: «„Братья Супер Марио в кино“ — далеко не такое увлекательное, как прыжки по панцирю черепахи ради 128 жизней, но яркое (пусть и со слабым сюжетом) анимационное приключение с равным количеством плюсов и минусов». На сайте-агрегаторе Metacritic средневзвешенная оценка мультфильма составляет 46 баллов из 100 на основе 53 рецензий, что соответствует критерию «смешанные или средние отзывы». Зрители, опрошенные для CinemaScore, дали фильму среднюю оценку «A» по шкале от «A+» до «F», а сервис PostTrak опубликовал 94 % положительных отзывов, причём 82 % заявили, что порекомендовали бы картину к просмотру. Российский агрегатор рецензий «Критиканство» присвоил мультфильму 64 балла из 100 на основе 12 обзоров. По мнению Миямото, критики, поставившие ленте низкую оценку, поспособствовали её успеху и популярности.

### Отзывы критиков
Журналист Collider Росс Бонейм оставил положительный отзыв, написав: «Во многом „Братья Супер Марио в кино“ напоминают о „Ральфе“ и о радости от появления всех этих персонажей на большом экране». Заки Хасан из The San Francisco Chronicle положительно оценил визуальную составляющую, однако отметил, что многочисленные отсылки к играм вредят целостности истории и что мультфильм слишком усердно старается не повторить ошибок фильма 1993 года; он назвал проект «ненавязчивым и умелым примером управления брендом». Том Йоргенсен в обзоре для IGN похвалил ленту за её энергию, музыкальное сопровождение в отрыве от «насильно вставленных» лицензированных песен и анимацию, задающую «весьма высокую планку».
Кайл Андерсон из Nerdist похвалил анимацию за соответствие играм и назвал Illumination «идеальной студией для создания мультфильмов о Марио», но, оглядываясь на простой сюжет и маленький хронометраж, отметил, что «тем, кто ждёт чего-то вроде „Лего. Фильма“, здесь ловить нечего». По мнению журналиста The Seattle Times Сорена Андерсена, в то время как мультфильм справляется с задачей понравиться поклонникам Mario, заставляя их почувствовать себя внутри игры, персонажам не хватает глубины и качественной озвучки: «…каждый выкладывается на полную, но всё равно звучит недостаточно убедительно». Обозреватель сайта RogerEbert.com Брайан Таллерико, считающий себя преданным фанатом игр, сказал, что озвучка персонажей получилась «посредственной», а мультфильм — «на данный момент самым бездушным» в карьере Illumination и «никак не отражающим творческое разнообразие франшизы». Кэти Уолш из Los Angeles Times похвалила игру Блэка в роли Боузера, но осталась недовольна озвучкой Марио и Луиджи от Прэтта и Дэя соответственно, назвав её «настолько невзрачной, что на их месте мог бы быть кто угодно».
Журналист The New York Times Калум Марш назвал озвучку Прэтта «раздражающей» и «льстивой», а весь фильм — «пресным, глупым и невероятно фансервисным». Обозревательница портала Mashable Кристи Пушко похвалила фансервис и музыку, но раскритиковала сценарий, персонажей и отсутствие акцента у Прэтта: «Кого бы ни озвучивал Прэтт, это не бруклинский акцент, и дело даже не в какой-то конкретике, логике или интересе». Молли Фримен из Screen Rant назвала проект «любовным письмом» к фанатам, которое, однако, большего предложить неспособно; в основном актёрский состав «забавен», и выделяется лишь Боузер в исполнении Блэка. Журналист /Film Джош Шпигель положительно оценил образ принцессы Пич как сильной героини, не нуждающейся в спасении, но при этом назвал такое решение «прогрессивным для фильма, вышедшего не в 2023 году, а лет за 25 до этого».
Обозревательница журнала «Мир фантастики» Дарья Беленкова положительно оценила обилие отсылок, описав мультфильм как «идеальный образец грамотного продакт-плейсмента», при этом отметив, что фанатам игр мультфильм понравится, а рядовой зритель найдёт, за что его покритиковать. Автор издания Meduza Александр Тремасов согласился с западной прессой, сетовавшей на проблемы со сценарием. По мнению Вадима Съедина из GameMAG, ленту нельзя назвать посредственной, «но это выверенный до мелочей и довольно циничный маркетинговый проект, нацеленный на маленьких детей, которые сейчас играют на Nintendo Switch, и их родителей, которые сами в детстве проходили какую-нибудь Super Mario World».

### Включение в списки
По итогам 2023 года такие издания, как Comic Book Resources, MovieWeb, Vulture, «Мир фантастики» и Film.ru включили «Братьев Супер Марио в кино» в свои списки лучших мультфильмов года.

### Награды и номинации
| Награда                                                    | Дата церемонии вручения | Категория                                                            | Получатель(-и)                                                                | Результат | Прим.           |
| ---------------------------------------------------------- | ----------------------- | -------------------------------------------------------------------- | ----------------------------------------------------------------------------- | --------- | --------------- |
| «Золотой трейлер»                                          | 29 июня 2023            | «Самая изобретательная реклама кинофильма»                           | «Giant Peach» (Inside Job)                                                    | Номинация | [ 160 ] [ 161 ] |
| MTV MIAW Awards                                            | 4 августа 2023          | «Мяудио года»                                                        | «Peaches»                                                                     | Номинация | [ 162 ] [ 163 ] |
| MTV MIAW Awards                                            | 4 августа 2023          | «Лучший сериал или фильм»                                            | «Братья Супер Марио в кино»                                                   | Победа    | [ 162 ] [ 163 ] |
| Hollywood Music in Media Awards                            | 15 ноября 2023          | «Лучшая музыка к мультфильму»                                        | Брайан Тайлер                                                                 | Номинация | [ 164 ]         |
| Hollywood Music in Media Awards                            | 15 ноября 2023          | «Лучшая песня к мультфильму»                                         | Джек Блэк, Джон Спайкер, Эрик Осмонд, Майкл Еленик и Аарон Хорват («Peaches») | Номинация | [ 164 ]         |
| The Game Awards                                            | 7 декабря 2023          | «Лучшая адаптация»                                                   | «Братья Супер Марио в кино»                                                   | Номинация | [ 165 ]         |
| Премия Ассоциации кинокритиков Вашингтона                  | 10 декабря 2023         | «Лучшая озвучка»                                                     | Джек Блэк                                                                     | Номинация | [ 166 ]         |
| «Астра»                                                    | 6 января 2024           | «Лучшая озвучка»                                                     | Джек Блэк                                                                     | Номинация | [ 167 ]         |
| «Астра»                                                    | 6 января 2024           | «Лучшая песня»                                                       | Джек Блэк, Джон Спайкер, Эрик Осмонд, Майкл Еленик и Аарон Хорват («Peaches») | Номинация | [ 167 ]         |
| «Золотой глобус»                                           | 7 января 2024           | «Лучшая песня»                                                       | Джек Блэк, Джон Спайкер, Эрик Осмонд, Майкл Еленик и Аарон Хорват («Peaches») | Номинация | [ 168 ]         |
| «Золотой глобус»                                           | 7 января 2024           | «Лучший анимационный полнометражный фильм»                           | «Братья Супер Марио в кино»                                                   | Номинация | [ 168 ]         |
| «Золотой глобус»                                           | 7 января 2024           | «Лучшие кинематографические и кассовые достижения»                   | «Братья Супер Марио в кино»                                                   | Номинация | [ 168 ]         |
| «Выбор критиков»                                           | Выбор критиков          | «Лучшая песня»                                                       | Джек Блэк, Джон Спайкер, Эрик Осмонд, Майкл Еленик и Аарон Хорват («Peaches») | Номинация | [ 169 ]         |
| «Сатурн»                                                   | 4 февраля 2024          | «Лучший анимационный фильм»                                          | «Братья Супер Марио в кино»                                                   | Номинация | [ 170 ]         |
| Movieguide Awards                                          | 9 февраля 2024          | «Лучший семейный фильм»                                              | «Братья Супер Марио в кино»                                                   | Победа    | [ 171 ] [ 172 ] |
| «Энни»                                                     | 17 февраля 2024         | «Лучшая озвучка»                                                     | Джек Блэк                                                                     | Номинация | [ 173 ]         |
| People’s Choice Awards                                     | 18 февраля 2024         | «Фильм года»                                                         | «Братья Супер Марио в кино»                                                   | Номинация | [ 174 ]         |
| Премия Общества специалистов по визуальным эффектам        | 21 февраля 2024         | «Лучшее моделирование эффектов в анимационном полнометражном фильме» | Саймон Пэт, Кристоф Васкес, Майло Риккаранд                                   | Номинация | [ 175 ]         |
| Премия Гильдии продюсеров США                              | 25 февраля 2024         | «Лучший анимационный фильм»                                          | Крис Меледандри, Сигэру Миямото                                               | Номинация | [ 176 ]         |
| Премия «Астра» в области кино и изобразительного искусства | 26 февраля 2024         | «Лучшая рекламная кампания»                                          | «Братья Супер Марио в кино»                                                   | Номинация | [ 167 ]         |
| Kids’ Choice Awards                                        | 13 июля 2024            | «Любимый мультфильм»                                                 | «Братья Супер Марио в кино»                                                   | Номинация | [ 177 ] [ 178 ] |
| Kids’ Choice Awards                                        | 13 июля 2024            | «Любимый актёр озвучки — мультфильм»                                 | Крис Прэтт                                                                    | Номинация | [ 177 ] [ 178 ] |
| Kids’ Choice Awards                                        | 13 июля 2024            | «Любимый актёр озвучки — мультфильм»                                 | Джек Блэк                                                                     | Номинация | [ 177 ] [ 178 ] |
| Kids’ Choice Awards                                        | 13 июля 2024            | «Любимая актриса озвучки — мультфильм»                               | Аня Тейлор-Джой                                                               | Номинация | [ 177 ] [ 178 ] |
| Kids’ Choice Awards                                        | 13 июля 2024            | «Любимый злодей»                                                     | Джек Блэк                                                                     | Победа    | [ 177 ] [ 178 ] |

## Будущее

### Продолжение
В мае 2021 года Фурукава заявил, что Nintendo заинтересована в создании большего числа проектов по своим играм в случае успеха «Братьев Супер Марио в кино». В интервью Variety в преддверии премьеры мультфильма Меледандри, отвечая на вопрос о возможных продолжениях и экранизациях других игр Nintendo, сказал следующее: «В данный момент наш приоритет — это выпуск конкретного фильма в свет, и сейчас мы не готовы говорить о грядущем».
21 апреля 2023 года вследствие успеха мультфильма в прокате Nintendo заявила о разработке других фильмов по мотивам своих франшиз, при этом ничего не сообщив о продолжении «Братьев Супер Марио в кино». В июне 2023 года Прэтт сказал, что новости о проекте появятся «скоро», но его производство поставлено на паузу в связи с забастовкой Гильдии сценаристов США и продолжится, когда «сценаристам будет комфортно работать дальше». В ноябре Universal объявила о планах на создание вокруг мультфильма полноценной франшизы, фактически подтвердив создание сиквела.
10 марта 2024 года, в день Марио, Миямото и Меледандри официально анонсировали «новый фильм о братьях Супер Марио», выход которого запланирован на 3 апреля 2026 года в США и в течение того же месяца в других странах. Хорват, Еленик и Фогель вновь выступят режиссёрами и сценаристом соответственно; по словам Меледандри, аниматоры Illumination в тот момент занимались раскадровками и «созданием декораций для новых миров».
В октябре 2024 года Киган-Майкл Кей заявил, что сиквел будет иметь «более широкий охват» и что в нём появятся «новые герои, старые любимчики и кое-какие знаковые персонажи».
14 мая 2025 года компания NBCUniversal в своём пресс-релизе раскрыла название продолжения — «Мир Супер Марио» (англ. Super Mario World), но удалила его упоминание, когда СМИ обратили на это внимание.

### Возможные спин-оффы
В феврале 2022 года Дэй выразил заинтересованность в возвращении к роли Луиджи в спин-оффе по мотивам игры Luigi’s Mansion и вновь заявил об этом в марте 2023 года. Тейлор-Джой же рассказала, что хотела бы увидеть отдельный мультфильм о принцессе Пич.
В апреле 2023 года Роген сказал, что хотел бы, чтобы основой для будущих проектов стала игра Donkey Kong Country, поскольку это «лучшая возможность» для создания спин-оффа. 13 июля 2025 года студия подала заявку на регистрацию авторских прав на «Безымянный проект о Донки Конге», что косвенно подтверждает факт создания спин-оффа об этом персонаже.